# Hexaplax
Hexaplax is een geslacht van kreeftachtigen uit de klasse van de Malacostraca (hogere kreeftachtigen).

## Soorten
- Hexaplax aurantium Rahayu & Ng, 2014
- Hexaplax megalops Doflein, 1904
- Hexaplax saudade Rahayu & Ng, 2014